# Calcio agli Island Games 2009 - Torneo maschile
Il torneo di calcio maschile agli Island Games 2009, undicesima edizione della competizione, è stato disputato sulle Isole Åland, tra il 28 giugno ed il 3 luglio 2009.
È stato vinto dalla selezione di Jersey, al terzo titolo dopo quelli del 1993 e del 1997, che ha battuto in finale i padroni di casa delle Isole Åland 2-1.

## Formato
Le sedici squadre sono state suddivise in quattro gironi composti da altrettante squadre ciascuno. Il torneo è organizzato in due fasi: la prima prevede un girone all'italiana con gare di sola andata. Nella seconda fase una serie di scontri diretti in base alla posizione in classifica, decidono i piazzamenti dal sedicesimo al primo posto.

## Partecipanti
- Anglesey
- Ebridi Esterne
- Frøya
- Gibilterra
- Gotland
- Groenlandia
- Guernsey
- Isola di Man

- Isola di Wight
- Isole Åland
- Isole Falkland
- Isole Shetland
- Jersey
- Minorca
- Rodi
- Saaremaa

## Città e Stadi
Gli stadi scelti per ospitare le gare della competizione sono:
| Città      | Stadio               | Capacità |
| ---------- | -------------------- | -------- |
| Mariehamn  | Wiklöf Holding Arena | -        |
| Lemland    | Bengtsböle           | -        |
| Hammarland | Hammarvallen         | -        |
| Finström   | Markusböle           | -        |
| Saltvik    | Rangsby              | -        |
| Eckerö     | Solvallen            | -        |
| Sund       | Sportkila            | -        |
| Jomala     | Vikingavallen        | -        |

## Competizione

### Fase a gruppi

#### Gruppo A
| Squadra        | P.ti | G | V | P | S | GF | GS | DR |
| -------------- | ---- | - | - | - | - | -- | -- | -- |
| Isole Åland    | 7    | 3 | 2 | 1 | 0 | 7  | 4  | +3 |
| Minorca        | 5    | 3 | 1 | 2 | 0 | 9  | 3  | +6 |
| Groenlandia    | 3    | 3 | 1 | 0 | 2 | 5  | 11 | -6 |
| Isole Shetland | 1    | 3 | 0 | 1 | 2 | 4  | 7  | -3 |

| Arbitro: | Johan Krantz |

|                                                                               |           |                                       |
| Petter Isaksson 16’ David Welin 33’ Alexander Weckström 42’ André Karring 51’ | Marcatori | 58’ Pavia Mølgaard 90’ Pavia Mølgaard |

| Arbitro: | Johan Holmqvist |

|                             |           |                                                     |
| David Mas 25’ David Mas 33’ | Marcatori | 17’ (rig.) Leighton Flaws 62’ (rig.) Leighton Flaws |

| Arbitro: | Ville M Nevalainen |

|  |           | |
|  | Marcatori | 22’ Alejandro Pérez Palliser 26’ Pere Rodriguez Prats 37’ Alejandro Pérez Palliser 73’ Jordi Seguí 76’ David Mas 89’ John Mercadal |

| Arbitro: | Antti Lillman |

|                 |           |                                           |
| Duncan Bray 15’ | Marcatori | 5’ Alexander Weckström 48’ Simon Snickars |

| Arbitro: | Antti Lillman |

|                  |           |                                                 |
| Andreas Björk 2’ | Marcatori | 2’ Antonio Riudavets Florit · 28’ José Barranco |

| Arbitro: | Johan Holmqvist |

|                    |           |                                                       |
| Leighton Flaws 24’ | Marcatori | 6’ Hans Knudsen 65’ Pavia Mølgaard 90’ Pavia Mølgaard |

#### Gruppo B
| Squadra    | P.ti | G | V | P | S | GF | GS | DR  |
| ---------- | ---- | - | - | - | - | -- | -- | --- |
| Guernsey   | 7    | 3 | 2 | 1 | 0 | 10 | 0  | +10 |
| Anglesey   | 6    | 3 | 2 | 0 | 1 | 6  | 3  | +3  |
| Gibilterra | 4    | 3 | 1 | 1 | 1 | 9  | 3  | +6  |
| Frøya      | 0    | 3 | 0 | 0 | 3 | 0  | 19 | -19 |

| Eckerö 29 giugno 2009, ore 12:00 | Gibilterra    | 0 – 0 referto | Guernsey | Solvallen\| Arbitro: \| Antti Lillman \| |
| Arbitro:                         | Antti Lillman |               |          |                                          |

| Arbitro: | Arto Lilja |

|                                                               |           |  |
| Edward Rhys Roberts 4’ Melvin McGinnes 5’ Melvin McGinnes 80’ | Marcatori |  |

| Arbitro: | Johan Holmqvist |

|                                                  |           |  |
| Glyn Dyer 57’ · Glyn Dyer 70’ · Sam Cochrane 86’ | Marcatori |  |

| Arbitro: | Mikko Mörö |

|  |           | |
|  | Marcatori | 25’ Lee Casciaro 42’ Joseph Chipolina 43’ Joseph Chipolina 46’ Lee Casciaro 56’ Lee Casciaro 63’ Jeremy Lopez 86’ Jeremy Lopez 90’ (rig.) Aaron Payas |

| Arbitro: | Johan Krantz |

|                                  |           |                                                          |
| Al Greene 76’ · Jordan Perez 88’ | Marcatori | 78’ Melvin McGinnes 88’ (rig.) Marc Evans 90’ Marc Evans |

| Arbitro: | Arto Lilja |

|  |           | |
|  | Marcatori | 7’ Dave Rihoy 10’ (rig.) Ross Allen 54’ Ross Allen 56’ (aut.) Richard Meland 64’ Dave Rihoy 65’ Dave Rihoy 70’ Ross Allen 86’ Joby Bourgaize |

#### Gruppo C
| Squadra        | P.ti | G | V | P | S | GF | GS | DR  |
| -------------- | ---- | - | - | - | - | -- | -- | --- |
| Jersey         | 9    | 3 | 3 | 0 | 0 | 6  | 1  | +5  |
| Rodi           | 6    | 3 | 2 | 0 | 1 | 5  | 1  | +4  |
| Isola di Wight | 3    | 3 | 1 | 0 | 2 | 6  | 7  | +-1 |
| Saaremaa       | 0    | 3 | 0 | 0 | 3 | 1  | 9  | -8  |

| Arbitro: | Mattias Gestranius |

|                                                  |           |  |
| Savvas Pafiakis 71’ (rig.) Antonis Georgalis 90’ | Marcatori |  |

| Arbitro: | Nermin Cisic |

|  |           |               |
|  | Marcatori | 9’ Mark Lucas |

| Arbitro: | Johan Krantz |

|                |           |  |
| Ross Crick 39’ | Marcatori |  |

| Arbitro: | Arto Lilja |

| |           |                        |
| Kristjan Leedo 22’ (aut.) Aleksander Pezespolewski 40’ Chris Elliott 44’ (rig.) David Greening 65’ David Greening 90’ | Marcatori | 48’ (rig.) Sander Laht |

| Arbitro: | Nermin Cisic |

|                                                                        |           |  |
| Xipas Antunis 16’ Antonis Georgalis 17’ Eleftherios Mavromoustakos 85’ | Marcatori |  |

| Arbitro: | Tony Asumaa |

|                                                                               |           |                   |
| Ross Crick 10’ Russell Le Feuvre 78’ Jack Cannon 85’ (rig.) Craig Russell 90’ | Marcatori | 33’ Darren Powell |

#### Gruppo D
| Squadra        | P.ti | G | V | P | S | GF | GS | DR |
| -------------- | ---- | - | - | - | - | -- | -- | -- |
| Isola di Man   | 9    | 3 | 3 | 0 | 0 | 11 | 3  | +8 |
| Ebridi Esterne | 6    | 3 | 2 | 0 | 1 | 9  | 7  | +2 |
| Gotland        | 3    | 3 | 1 | 0 | 2 | 5  | 6  | -1 |
| Isole Falkland | 0    | 3 | 0 | 0 | 3 | 2  | 11 | -9 |

| Arbitro: | Ville M Nevalainen |

|                                            |           |                   |
| David Angus Macmillan 20’ Niall Gibson 90’ | Marcatori | 49’ Kenneth Budin |

| Arbitro: | Juho Honkanen |

|                |           |                                         |
| Doug Clark 74’ | Marcatori | 22’ Christopher Bass 62’ Stephen Glover |

| Arbitro: | Nermin Cisic |

|                                                                                           |           |  |
| Kevin Megson 7’ Stephen Glover 16’ Stephen Glover 41’ Christopher Bass 65’ Jack McVey 90’ | Marcatori |  |

| Arbitro: | Tony Asumaa |

|                                          |           |  |
| Andreas Kraft 55’ Björn Nyman 80’ (rig.) | Marcatori |  |

| Arbitro: | Ville M Nevalainen |

| |           |                 |
| Niall Gibson 9’ Hector Macphee 35’ Donald Macphail 58’ John Morrison 73’ (rig.) Martin Maclean 74’ Donald Macphail 88’ Andrew Murray 90’ | Marcatori | 49’ Mark Lennon |

| Arbitro: | Juho Honkanen |

|                                                                        |           |                                     |
| Calum Morrissey 19’ Kevin Megson 36’ Nick Hurt 42’ Calum Morrissey 45’ | Marcatori | 49’ Andreas Kraft 57’ Andreas Kraft |

### Fase finale

#### Finale 15º-16º posto
| Arbitro: | Arto Lilja |

|                                    |           |                                                        |
| Wayne Clement 5’ · Bill Chater 50’ | Marcatori | 39’ Richard Meland 52’ Martin Gaaso 68’ Joran Adolfsen |

#### Finale 13º-14º posto
| Arbitro: | Josef Fagerholm |

|                                                    |           |                                     |
| Erik Thomson 33’ Erik Thomson 88’ Erik Thomson 91’ | Marcatori | 42’ Urmas Rajaver 56’ Urmas Rajaver |

#### Finale 11º-12º posto
| Arbitro: | Michael Sundström |

|                                                                        |           |                                                                 |
| Peter Öhman 10’ Peter Öhman 15’ Emil Segerlund 22’ Adrean Lindblom 53’ | Marcatori | 17’ Peri Fleischer 44’ Kaali Lund Mathiassen 68’ Peri Fleischer |

#### Finale 9º-10º posto
| Arbitro: | Antti Lillman |

|                                                 |           |  |
| Lee Casciaro 21’ Lee Casciaro 63’ Al Greene 76’ | Marcatori |  |

#### Finale 7º-8º posto
| Arbitro: | Josef Fagerholm |

|                    |           |                                                                 |
| Hector Macphee 56’ | Marcatori | 18’ Marc Pons 36’ John Mercadal 75’ John Mercadal 90’ David Mas |

#### Finale 5º-6º posto
| Arbitro: | Ville M Nevalainen |

|                                                                                           |           |  |
| Theoharis Moshis 30’ Eleftherios Mavromoustakos 37’ Michail Manias 43’ Michail Manias 84’ | Marcatori |  |

#### Finali 1º-4º posto

##### Semifinali
| Arbitro: | Ville M Nevalainen |

|                                           |           |                     |
| Alexander Weckström 45’ Jimmy Sundman 93’ | Marcatori | 24’ Calum Morrissey |

| Arbitro: | Johan Krantz |

|  |           |                               |
|  | Marcatori | 38’ Ross Crick 90’ Mark Lucas |

##### Finale 3º-4º posto
| Arbitro: | Johan Holmqvist |

|  |           |                                                                                         |
|  | Marcatori | 34’ Craig Young 68’ Simon Tostevin 83’ Ross Allen 86’ Simon Tostevin 90’ Simon Tostevin |

### Finale
| Arbitro: | Nermin Cisic |

|                   |           |                                        |
| Andreas Björk 84’ | Marcatori | 18’ Jean-Paul Martyn 54’ Chris Andrews |

## Classifica marcatori
5 gol
- Lee Casciaro

4 gol
- Pavia Mølgaard
- David Mas
- Ross Allen

3 gol
- Melvin McGinnes
- Andreas Kraft
- Dave Rihoy
- Simon Tostevin
- Stephen Glover
- Calum Morrissey
- Alexander Weckström
- Leighton Flaws
- Erik Thomson

2 gol
- Marc Evans
- Donald Macphail
- Niall Gibson
- Hector Macphee
- Joseph Chipolina
- Jeremy Lopez
- Al Greene
- Peter Öhman
- Peri Fleischer
- Ross Crick
- Mark Lucas
- Alejandro Pérez Palliser
- John Mercadal
- Kevin Megson
- Christopher Bass
- David Greening
- Andreas Björk
- Eleftherios Mavromoustakos
- Antonis Georgalis
- Michail Manias
- Sander Laht
- Urmas Rajaver

1 gol
- Edward Rhys Roberts
- David Angus Macmillan
- John Morrison
- Martin Maclean
- Andrew Murray

1 gol
- Richard Meland
- Martin Gaaso
- Joran Adolfsen
- Aaron Payas
- Kenneth Budin
- Björn Nyman
- Emil Segerlund
- Adrean Lindblom
- Craig Young
- Glyn Dyer
- Sam Cochrane
- Joby Bourgaize
- Hans Knudsen
- Kaali Lund Mathiassen
- Jack McVey
- Nick Hurt
- Aleksander Pezespolewski
- Chris Elliott
- Darren Powell
- Petter Isaksson
- David Welin
- Simon Snickars
- André Karring
- Jimmy Sundman
- Doug Clark
- Mark Lennon
- Wayne Clement
- Duncan Bray
- Russell Le Feuvre
- Craig Russell
- Jack Cannon
- Jean-Paul Martyn
- Chris Andrews
- Pere Rodriguez Prats
- Jordi Seguí
- John Mercadal
- José Barranco
- Marc Pons
- Xipas Antunis
- Savvas Pafiakis
- Theoharis Moshis

Autogol
- Richard Meland

## Campione
JERSEY
(Terzo titolo)

### Classifica finale
| Pos | Paese          | Medaglia |
| --- | -------------- | -------- |
| 1   | Jersey         | Oro      |
| 2   | Isole Åland    | Argento  |
| 3   | Guernsey       | Bronzo   |
| 4   | Isola di Man   |          |
| 5   | Minorca        |          |
| 6   | Ebridi Esterne |          |
| 7   | Rodi           |          |
| 8   | Anglesey       |          |
| 9   | Gibilterra     |          |
| 10  | Isola di Wight |          |
| 11  | Gotland        |          |
| 12  | Groenlandia    |          |
| 13  | Isole Shetland |          |
| 14  | Saaremaa       |          |
| 15  | Frøya          |          |
| 16  | Isole Falkland |          |